# Mirko Bašić
Mirko Bašić (ur. 14 września 1960 w Bjelovarze) – chorwacki piłkarz ręczny, bramkarz. W barwach Jugosławii dwukrotny medalista olimpijski.
Mierzący 188 cm wzrostu zawodnik był mistrzem olimpijskim w Los Angeles w 1984 (Jugosławia była jednym z państw komunistycznych, które wzięły udział w olimpiadzie) oraz brązowym medalistą igrzysk w Seulu. W 1986 znajdował się w gronie mistrzów świata.